# Erigeron aphanactis
Espèce
Erigeron aphanactis est une espèce de plantes de la famille des Asteraceae. Il s'agit d'une plante de 15 à 20 cm des Montagnes Rocheuses du sud de la Californie et sud-ouest du Colorado, qui vit sur zones pierreuses ou sableuses.